# サン＝テティエンヌ＝デュ＝ルヴレ
サン＝テティエンヌ＝デュ＝ルヴレ  （Saint-Étienne-du-Rouvray）は、フランス、ノルマンディー地域圏、セーヌ＝マリティーム県のコミューン。

## 交通
サン＝テティエンヌ＝デュ＝ルヴレへは、1997年よりマドリーユ・テクノポールへ拡張されたルーアン地下鉄が運行されている。テクノポール路線は市内5駅を回っており、ピーク時間帯には1本が6分間隔でやってくる。ルーアン地下鉄を利用すると、サン＝テティエンヌ＝デュ＝ルヴレからルーアン市内まで約20分で到達する。ソットヴィル＝レ＝ルーアンまでは数分である。

## 歴史
第二次世界大戦中、サン＝テティエンヌ＝デュ＝ルヴレは数度の爆撃に苦しめられた。
2000年代初頭から、市は市内9地区において都市再開発計画の広大な事業を始めている。1000戸の住宅解体と再建が必要で、2012年には完成する予定である。
2016年7月26日、サン＝テティエンヌ教会で朝拝中に2人のイスラム過激派テロリストが侵入し、ジャック・アメル神父と信者、修道女ら5人を人質に取って立てこもり、アメル神父を殺害。信者1人に重傷を負わせた（サン＝テティエンヌ＝デュ＝ルヴレ教会テロ事件）。

## 人口統計
| 1962年 | 1968年 | 1975年 | 1982年 | 1990年 | 1999年 | 2006年 |
| ------ | ------ | ------ | ------ | ------ | ------ | ------ |
| 25 833 | 34 713 | 37 242 | 32 444 | 30 731 | 29 092 | 27 825 |

## 姉妹都市
- ノルデンハム（英語版）（ドイツ連邦共和国ニーダーザクセン州）
- ノヴァ・カホウカ（ウクライナ、ヘルソン州）
- ゲーツヘッド（イギリス、イングランド、タイン･アンド･ウィア州）